# Трговина људима (филм из 2007)
Трговина људима или Трговина (енгл. Trade) амерички је драмски филм из 2007. године. Режирао га је Марко Кројцпајнтнер, а у главној улози је Кевин Клајн. Продуценти филма су Роланд Емерих и Розилин Хелер. Премијера је била 23. јануара 2007. године, на Филмском фестивалу Санденс у Јути; као ограничено издање почео се приказивати 28. септембра 2007. године. Заснован је на чланку Питера Ландсмана који говори о сексуалном робљу; чланак је био објављен као изабрана кавер прича у издању магазина Њујорк тајмс од 24. јануара 2004. године.

## Радња
Девојчица Адријана (Паулина Гаитан), која са сиромашном мајком Лупе (Наталија Травен) живи у Мексико Ситију, слави свој 13. рођендан. Њен 17-годишњи брат Хорхе (Сесар Рамос) поклони јој бицикл и веома је обрадује. Пошто њихова мајка с правом сумња да је Хорхе дошао до новца за рођендански поклон на непоштен начин, она забрањује Адријани да вози бицикл.
За ово време, млада Пољакиња Вероника (Алицја Бахледа) стиже са својом пријатељицом на аеродром и налази се са групом људи који су јој обећали превоз до Лос Анђелеса — међу њима је и наводни власник агенције Вадим Јученко (Паша Личњиков) и његов друг Мануело (Марко Перез). Међутим, девојке схватају да је реч о преварантима који хоће да их киднапују. Вероника бива заробљена, а њена пријатељица у покушају да побегне истрчава на цесту; након што је удари ауто који се кретао великом брзином, она остаје мртва на лицу места.
Хорхе одлази на Сокало, на „посао”. Мајци је рекао да овде ради као туристички водич, те да је тако зарадио новац за бицикл који је поклонио сестри... Након што слаже туристу да ће га одвести до квалитетне проститутке, намами га у завучену пусту улицу и са два своја пријатеља опљачка, претећи да ће га убити. Када туриста пристане да да све што има, Хорхеови пријатељи га одлуче насмрт преплашити; пуцају му у главу, из водених пиштоља. Три хулигана из сиромашног кварта се са пријатељима ту вечер проводе у оближњем мексичком локалу, уз много алкохола и девојака.
Наредног дана, Адријана одлучи прекршити мајчину забрану и провозати се на новом бициклу. Након што направи картицу коју у знак захвалности намерава дати брату Хорхеу, она краде кључеве и са бициклом се искрада из куће. Спуштајући се низ улицу примети црни мерцедес иза себе, те убрзо схвати да је прати. Не могавши побећи од отмичара, Адријана бива ухваћена; двојица насилника је онемогућавају и убацују у аутомобил, брзо се удаљавајући с места злочина на ком је остао розе бицикл...
Хорхе је на углу улице која се налази неколико блокова од места на ком му је киднапована сестра, са још неколико својих пријатеља. Док један води љубав са девојком у јефтином аутомобилу, други Хорхеов пријатељ се смеје и коментарише како је угледао дечака који вози женски бицикл... Хорхе препозна розе бицикл који је поклонио сестри Адријани, па са двојицом својих пријатеља сустиже и зауставља дечака ког сматра крадљивцем. Како год, дечак открива како је бицикл нашао на улици; да би их уверио да не лаже, дечак одводи тројку до места на ком је Адријана киднапована. Хорхе са пријатељима налази шарену захвалницу коју му је сестра хтела дати, уз још доказа да је Адријана отета.
Изнервиран, Хорхе лупа на врата првог стана; међутим, станар говори да ништа није видео (како то обично бива, јер се у сумњивим четвртима нико не жели мешати у туђе послове). Оставши без других опција, Хорхе са пријатељима одлази по помоћ до једине наде — Дон Виктора (Хосе Сефами), званичника локалне владе који свакоме може помоћи. Мексико Сити је један од главних оперативних центара руских трговаца робљем, који нарочито траже девојчице које као девице вреде злата. Када Виктор каже схрваном Хорхеу да вероватно имају посла са моћном руском криминалном мрежом која делује на глобалном нивоу, Хорхеови пријатељи признају да су уплашени а он схвата да ће сам морати да избави сестру. Од Дон Виктора је сазнао да отмичари педофилима продају своје жртве преко америчких веза — често код већег аеродрома, као што је на пример Њуарк у Њу Џерзију. Пре него што се тамо запути, пријатељи га одвозе до оближње опасне четврти у којој би могао да пронађе сестру пре него што буде пребачена преко границе; ту га напуштају...
Адријана је одведена на место где чувају заробљену Веронику, заједно са још неколико Латиноамериканки те малим дечаком Тајланђанином (Леланд Паскуал). Вођа банде Вадим баца Веронику на кревет, а неколико његових помоћника — међу којима и Мануело — припрема се да снима. Вероника се покуша одупрети, али бива надјачана. Док је Вадим силује, она се присећа момената у Пољској, поготово када је купила карту за пут; схвата да је цело путовање било превара, почев од туристичке агенције, те да ће бити продата као сексуално робље.
Питајући мештане да ли су видели омању девојчицу црне косе, Хорхе изненада угледа људе како воде неколико жена и дете — међу њима и Адријану. Док они улазе у камион за доставу воћа, Хорхе трчи до својих пријатеља и краде им аутомобил да би пратио камион у ком му је киднапована сестра. Мануело одводи Хорхеа до мексичко-америчке границе, те запањује начином на који третира жртве, и то уз саучесништво корумпиране полиције која за новац и секс помаже криминалцима. Девојке грубо изводе из камиона који има гајбе-врата за камуфлажу, Веронику остављају да је силује један полицајац који ју је одабрао за себе, а малој Адријани наређују да као модел позира како би је фотографисали. Хорхе, након што је ужаснут све ово посматрао, наставља да прати камион до Хуареза, али му недалеко од Мануеловог одредишта нестаје горива па морадне трчати.
Мануело и отети се налазе у напуштеној страћари. Вероника одбија да једе, а Адријана покушава да је утеши. Видевши ово, Мануело долази и настоји наговорити Веорнику да једе те орасположити остале, али она му се супротставља и говори да ће платити за све. Он је потом ућуткава и назива комунисткињом... Хорхе долази до пиљаре у којој му продавачица даје воду и дозвољава да користи телефон. Он зове мајку, али након што чује њен глас — понестаје му снаге и спушта слушалицу. Тада примећује камион за доставу, те одлучи да ће увече посетити страћару. Међутим, када по ноћи уђе унутра, види да нема никога; остало је само нешто одеће, храна и други отпаци. Хорхе одједном чује како се приближава неки аутомобил, те се сакрије иза старог фрижидера. Док Реј Шеридан (Кевин Клајн) батеријом претражује страћару и сведочи језивим цртежима болних тренутака отетих, Хорхе успе да се искраде и сакрије у гепек Рејевог аутомобила.
Адријана, Вероника и Тајланђанин са Мануелом покушају илегално прећи границу, и то преко Рио Грандеа, али их ухвати Гранична патрола САД. Криминалци уцењују жртве да не одају да су киднаповане јер ће им у противном наудити породицама (Адријана се претходно сетила да је агенција тражила и податке о њеним родитељима, што је било чудно али је ипак пристала). Мануело и његови таоци убрзо су се нашли у притворном центру за имигранте. Вероника покуша потражити помоћ од полицајца, али он јој је не поверује да је отета. Адријана од младе девојке, која учи шпански језик и која је жутим аутобусом дошла са школским друговима у Мексико, добија амерички модни часопис.
Реј, који још увек не зна за „слепог путника”, унајмљује собу у мотелу на путу ка САД. Зове своју супругу Пети (Линда Емонд) и говори јој да је у Хуарезу те да сутра долази кући. Сазнаје да му је мачка болесна и да мора ићи ветеринару, те тужан посматра поприлично офуцану слику шестогодишње девојчице... Следећег јутра, Реј прелази преко границе; на вестима слуша како је председник Буш дао 1,9 милиона за спречавање илегалне имиграције. Нетом после овога, након што је стао да се освежи на бензинској пумпи, Реј сазнаје да је он управо увезао илегалног имигранта у свом гепеку. Открива се да је Реј полицајац (федерални истражитељ превара осигурања). Он Хорхеа одвози до полицијске станице, с намером да га преда као илегалног имигранта. На путу, у свом аутомобилу Реј разговара са Хорхеом, а овај га уверава да је у САД дошао због отете сестре и говори му да жели да иде у Њу Џерзи; иако му Реј не верује, пријатељски однос почиње да се гради... Док Реј у полицијској станици покуша да сазна нешто више о могућој отмици Адријане, Хорхе бежи. Реј га нађе на оближњем путу и понуди му превоз до Џерзија, уз обећање да ће се посветити случају његове сестре и покушати да је спасе уз помоћ свог познаника. Постаје јасно да је Реј у Хуарезу био такође у потрази за отетом девојчицом, и то својом ћерком из пређашњег брака која је до сада већ продата.
Мануело је са девојкама и дечаком депортован назад у Мексико, али одлучује да другим путем поново покуша ући у САД. Након преласка границе састаје се са Алексом Грином (Зак Ворд), контактом који је задужен за превоз до Њу Џерзија. Грин и Мануело праве паузу на путу; стају на месту где се окупљају трговци робљем. Адријану отмичари приморавају да са непознатим средовечним човеком, који је платио 80 долара за орални секс, проведе време у пољу трске у ком се у импровизованим „собама” и други задовољавају на гнусне начине. Адријану за исту услугу потом продају још неколико пута, а Мануело сваки пут добија исту суму новца. Чланови банде која је отела Адријану рекли су купцима да са девојчицом не могу имати полни однос јер намеравају да је продају као девицу.
Хорхе и Реј такође праве паузу на путу према Њу Џерзију. Реј зове жену и сазнаје да је ветеринар морао успавати њихову мачку. Они потом одлазе у ресторан да одморе и ручају; дечак са Тајланда је већ дрогиран инјекцијом у врат и продат старијем педофилу, те седи неколико столова од њих. Након што је наручио обилан оброк у ресторану, Хорхе угледа како човек преко паркинга води малог дечака, те креће у потеру за њима. Хвата „купца” у тоалету преко пута ресторана и физички се обрачунава са њим, али Реј их сустиже и раставља. Реј говори Хорхеу да одведе дечака до полицајаца који се налазе у близини, а да ће он покушати да дође до информације више разговарајући са купцем. Овај му уцењен открива лозинку интернет сајта за онлајн аукцију на којој је купио Тајланђанина. Сада што пре морају стићи у Џерзи...
Мануело и Алекс са Вероником, Адријаном и Бразилком бораве у мотелу. Један отмичар поставља слике Адријане на сајт за трговину робљем, док други дрогира Веронику и другу девојку. Мануело сутрадан са пријатељем и две отете девојке (Алекс се у току ноћи надрогирао и убио Бразилку) наставља пут, а након што се отмичари зауставе да обаве малу нужду — Адријана са Вероником успе да се искраде из комбија и побегне у мало место у ком се одржава нека парада и славље. Вероника угледа полицајца и каже Адријани да иде до њега и све му исприча, а она трчи до говорнице и зове мајку у Пољској да обавести породицу о ономе шта јој се дешава. Остаје згрожена након сазнања да су њеног малог сина Грегора већ одвели људи из агенције, показујући папире које је она потписала... Адријана се враћа до Веронике јер је види уплакану; утом долазе отмичари и поново их киднапују. Када направе следећу паузу, Мануело одлучи да злоставља Веронику; она не могавши поднети све што пролази почини самоубиство скоком са литице, поручујући Мануелу да ће платити за своје грехе. Он остаје помало затечен ситуацијом... Отмичари касније стижу са Адријаном у кућу у Њу Џерзију у којој их чека 20/25-годишња Лаура (Кејт дел Кастиљо), шефица локалног ланца трговине сексуалним робљем која обавља аукцију и саму продају директно са купцем. Лаура изгрди Мануела за губитак девојака говорећи му да је неспособан да само „испоручи робу”, поготово због Веронике која би Вадиму донела 50.000 долара.
Реј и Хорхе су за ово време, у интернет клубу хотела „Холидеј ин” у Џерзију, приступили сајту на којем се продаје Адријана; стављено је да се зове Марија и да има 15 година, али брат ју је препознао. Аукција ће се одржати убрзо, са почетном ценом од 500 долара. Реј одмах са пријатељем Хенком Џеферсоном (Тим Рид) посећује извесног детектива Хендерсона (Ентони Кривело), тражећи од њега да ослободи Адријану; одговор је негативан, пошто би се спасавањем девојчице пореметила стратегија којом се планира рушење веће криминалне организације која делује на свим континентима. Реј показује разочарење и враћа се у хотел, где намерава са Хорхеом сачекати аукцију заказану за 14 часова. Зове супругу Пети и тражи од ње да повуче већу суму новца са њиховог штедног рачуна. Реј се коначно отвара Хорхеу и открива му како је у претходном браку имао ћерку, Карли, предивну девојчицу зелених очију чију слику већ дуго времена носи са собом и покушава да је нађе; наиме, сазнао је да му је то ћерка у писму које је „стигло прекасно” — када се њена мајка Алма убила предозирањем, а ћерку претходно продала у робље да би себи купила дрогу (пре више од десет година).
Након овога, Реј са Хорхеом учествује у онлајн аукцији. Уз Рејеве инструкције, Хорхе успе да „купи” Адријану за 32.000 долара, пошто је ово једини начин да је се спасе. Реј, након разговора са Лауром и састанка са Мануелом на паркингу трговинског центра, одлази у Мануеловом аутомобилу у кућу трговаца робљем у којој треба да се изврши размена. Хорхе је био у гепеку када је Реј, на инсистирање Мануела, прешао у његов аутомобил; сада их прати... Сви стижу пред кућу за размену. Међутим, ствари полазе по злу када Лаура посумња да је Реј полицајац. Реј у разговору са Лауром, зеленооком лепом девојком (за коју се имплицира да је његова давно изгубљена ћерка), бива уцењен да има полни однос са Адријаном како би доказао да није полицајац него педофил; у противном ће бити убијен. Мануело га одводи до собе у којој би требало да силује девојчицу, али када остану сами он јој открива да је ту са њеним братом Хорхеом и да намерава да је избави. Адријана се потом повреди у купатилу те крвљу намаже плахте; у овом моменту улази Мануело ког је Лаура послала да провери шта се дешава. Адријана остави траг крви на Мануеловој руци, као доказ првог секса који је тражила Лаура, али Мануелу је јасно да ничега није било; девојчица га, међутим, подсећа на Вероникине речи изговорене пре самоубиства које је он изазвао, па он због овога одлучи да слаже и каже шефици да је видео оно што се очекивало...
У моментима када Реј и Адријана излазе из куће, Лаура се обрати Реју речима „Како брижан татица.”; ово код њега изазове очински инстинкт, те се окреће и загледа у Лаурине очи. Хорхе излази из грма и пајсером налеће на Мануела; ударцем у главу га руши на земљу, а када Лаура упери пиштољ у Реја — специјалци излећу из заседе и упадају у кућу, преузимајући контролу над ситуацијом. Наиме, Хенк је знао да Реј неће одустати, па је ипак одлучио да помогне и са пријатељима прати развој његовог плана, те делује када то буде било неопходно. Мануело и Лаура су ухапшени, а много деце ослобођено из заточеништва; полиција их је пронашла заробљене у нехуманим условима, у подрумском собићку. Реј одлучи дати првобитно отмичарима намењен новац сиромашном Хорхеу, али овај му га кришом врати у његов аутомобил. Сви се поздрављају и растају. Хорхе и Адријана су на лету назад у Мексико, а Реј се аутомобилом (са мачком у корпи на задњем седишту) враћа жени у Тексас. Адријана се посрамљена и уплакана у цркви састаје са својом мајком, а Хорхе проналази вођу отмичарског клана Вадима и свестан да нема другог начина (ни времена, пошто овај управо напушта Мексико Сити) да му се освети — забија му нож у леђа. Проститутке и остали беже са места злочина шокирани оним што су видели, а Хорхе остаје затечен када види малог дечака који Вадима назове својим оцем...

## Улоге
- Кевин Делани Клајн као Реј Шеридан, истражитељ који помаже тинејџеру Хорхеу да спасе своју сестру Адријану
- Сесар Рамос као Хорхе, неваљали али племенити 17-годишњак и Адријанин брат
- Алицја Бахледа-Цуруш као Вероника, Пољакиња која је киднапована на путу за Лос Анђелес
- Паулина Гаитан Руиз као Адријана, Хорхеова млађа сестра која је такође киднапована
- Марко Перез као Мануело, један од отмичара
- Линда Мари Емонд као Пети Шеридан, садашња супруга Кевина Клајна
- Зак Ворд као Алекс Грин, Мануелов контакт за превоз до Џерзија
- Кејт дел Кастиљо као Лаура, шефица локалног ланца трговине сексуалним робљем која обавља размену
- Тимоти Л. „Тим” Рид као Хенк Џеферсон, Рејев пријатељ из Њу Џерзија који му помаже спасти девојчицу Адријану
- Павел Дмитријевич „Паша” Личњиков као Вадим Јушченко, вођа отмичарског клана из Мексико Ситија
- Наталија Травен као Лупе, сиромашна мајка Адријане и Хорхеа
- Леланд Паскуал као Тајланђанин, десетогодишњи (једини) дечак који је киднапован
- Хосе Сефами као Дон Виктор, владин званичник који је помогао Хорхеу да нађе сестру
- Ентони Кривело као детектив Хендерсон, детектив који је одбио Рејев захтев да спасе Адријану
- Кеи Кеи Кадена као отета Бразилка, киднапована жена коју је силовао и убио надрогирани Алекс Грин

## Музика
Тематска песма филма је Malo (текстописац и извођач Бебе). Такође се могла чути и Agnus Dei (извођач Руфус Вејнрајт).
Леонардо Хајблум и Хакобо Либерман су написали тематску музику, док су Дирк Јакоб, Доминик Шлајер, Мартин Стејер и Павел Вдовчак за „најбољи дизајн звука” освојили Немачку филмску награду.

## Зарада
Као ограничено издање (енгл. limited release) филм је почео да се приказује 28. септембра 2007. године, у Сједињеним Америчким Државама и Канади, а у око 90 биоскопа укупна зарада је била 114.000 долара (просечно 1.266 долара по биоскопу). Укупна зарада је била 1.455.890 долара.

## Критика
Филм је добио негативне критике. Крајем новембра 2016, на критичком агрегатору Rotten Tomatoes 29% критичара је на основу 68 прегледа дало позитивну оцену. На сајту Metacritic, просечна оцена филма је била 42 од 100, и то на основу 22 рецензије.

## Награде
Филм Трговина људима освојио је 5 награда и имао 2 номинације.
| Година | Награда                    | Категорија                           | Реципијент(и)                                             | Исход      |
| ------ | -------------------------- | ------------------------------------ | --------------------------------------------------------- | ---------- |
| 2007.  | Филмски фестивал у Бостону | Најбоља глумица енгл.                | Алицја Бахледа                                            | Освојено   |
| 2007.  | Филмски фестивал у Хесену  | Филм за награду за мир енгл.         | Роланд Емерих и Марко Кројцпајнтнер                       | Освојено   |
| 2007.  | Филмски фестивал у Минхену | Најбољи филм енгл.                   | Марко Кројцпајнтнер                                       | Освојено   |
| 2008.  | Немачка филмска награда    | Најбољи дизајн звука                 | Дирк Јакоб, Доминик Шлајер, Мартин Стејер и Павел Вдовчак | Освојено   |
| 2008.  | Немачка филмска награда    | Најбоља кинематографија              | Данијел Готшалк                                           | Номинација |
| 2008.  | Немачка филмска награда    | Најбоља монтажа                      | Ханјерг Вајсбрих                                          | Номинација |
| 2008.  | Награда Златни трејлер     | Најбољи интернационални постер енгл. | Трговина људима                                           | Освојено   |

## Занимљивости
- Мила Јововић је требало да игра Веронику, али је одустала од улоге.
- Роланд Емерих је првобитно требало да режира филм.
- Сајт представљен као сајт за аукцију је у ствари сајт продукције филма.
- Када телефоном зове мајку, Хорхе ’окреће’ само 4 броја.[12]